# الحسنة (سوهاج)
قرية الحسنة هي إحدى القرى التابعة لمركز طما بمحافظة سوهاج في جمهورية مصر العربية. حسب إحصاءات سنة 2006، بلغ إجمالي السكان في الحسنة 3415 نسمة، منهم 1805 رجل و1610 امرأة.